# لیگوسولو
لیگوسولو (به ایتالیایی: Ligosullo) یک کومونه در ایتالیا است که در استان اودینه واقع شده‌است.

## خصوصیات
لیگوسولو ۱۶٫۸ کیلومترمربع مساحت و ۲۰۱ نفر جمعیت دارد.